# Símbolos de Miranda de Ebro

## Escudo
Escudo simple, redondeado, campo de azur, y en su centro, sobre aguas del río Ebro, puente curvo acanalado, mazonado, de seis arcos. Dicho puente va sumado en su mitad y en oro por un castillo mazonado, aclarado y donjonado de una torre y dos torrecillas de oro también mazonadas y aclarada la principal. A los dos lados de la torre aparecen dos águilas de sable afrontadas y semiexplayadas en actitud de defender.

El escudo de Miranda de Ebro fue otorgado por Carlos I de España el 4 de septiembre de 1535. Al parecer en el documento original no se cita el timbre del escudo, por lo que la corona condal que actualmente tiene fue posiblemente instaurada por el conde don Tello de Castilla.
A finales de la última década del siglo XX el escudo fue rediseñado por el miembro del Gabinete de Comunicación Municipal José Luis Dufourg Duaso –autor asimismo de los símbolos de 'Miranda Ciudad' y la marca y escultura 'Vivir Miranda'–, conservando únicamente las siluetas que lo componen. La coloración del nuevo logotipo municipal es uniforme y de tonalidad Pantone 200.
Curiosamente, ninguna de las representaciones escultóricas más antiguas del escudo de la ciudad coincide con la anterior descripción. Tanto los escudos que presiden las fachadas del Ayuntamiento, la Plaza de Abastos, en los jardines del Convento de Sagrados Corazones como el que sostiene uno de los leones del puente de Carlos III, reflejan otro emblema diferente. Este otro escudo se describe como:

Escudo simple, redondeado, campo de azur, y en su centro, sobre aguas del río Ebro, puente curvo acanalado, mazonado, de seis arcos. Dicho puente va sumado en sus lados dos torres en oro, mazonadas, y aclaradas. En el centro, entre las dos torres, aparece de frente un águila bicéfala. En su timbre aparece una corona real abierta.

Quizá el hecho de que Carlos I fuese un Habsburgo, y de que el águila bicéfala era el símbolo de esta dinastía, pudo influenciar a la hora de tallar los escudos. Por otra parte puede que aunque este rey consiguió grandes gestas y conquistas, no fue muy popular en nuestro país, por considerarlo muchos un rey extranjero y por ello se decidiese cambiar el diseño. La influencia del diseño de este segundo escudo en la población ha hecho que en muchos casos sea más popular que el auténtico, ya que es acogido por numerosos colectivos como el Club Deportivo Mirandés entre otros.
El vexilólogo José Javier Santos Zubizarreta, mantiene la hipótesis de que el primer escudo de la ciudad pudo estar compuesto de un Castillo y un León a ambos lados del escudo, y debajo de él un caballero, que pudieron estar inspirados en los capiteles de la antigua Iglesia de San Nicolás o de los de la Iglesia de Bardauri.

## Bandera
La bandera de Miranda de Ebro es de color carmesí con el escudo de Miranda de Ebro situado en el centro. La referencia más antigua sobre la bandera data de entre 1592 y 1614, en un libro de gastos municipal correspondiente a ese periodo. Lo cierto es que la bandera se instituyó oficialmente el día 24 de marzo de 1626, con Francisco Álvarez de los Ríos como corregidor de la ciudad. Hasta hace relativamente poco tiempo, se creía que la bandera databa del 18 de diciembre de 1797 cuando aparecía descrita como "tafetán color roxa", descripción que provocó una confusión durante siglos. Gracias a una partida anotada en 1626 sabemos realmente su color.

## Marca "Vivir Miranda"

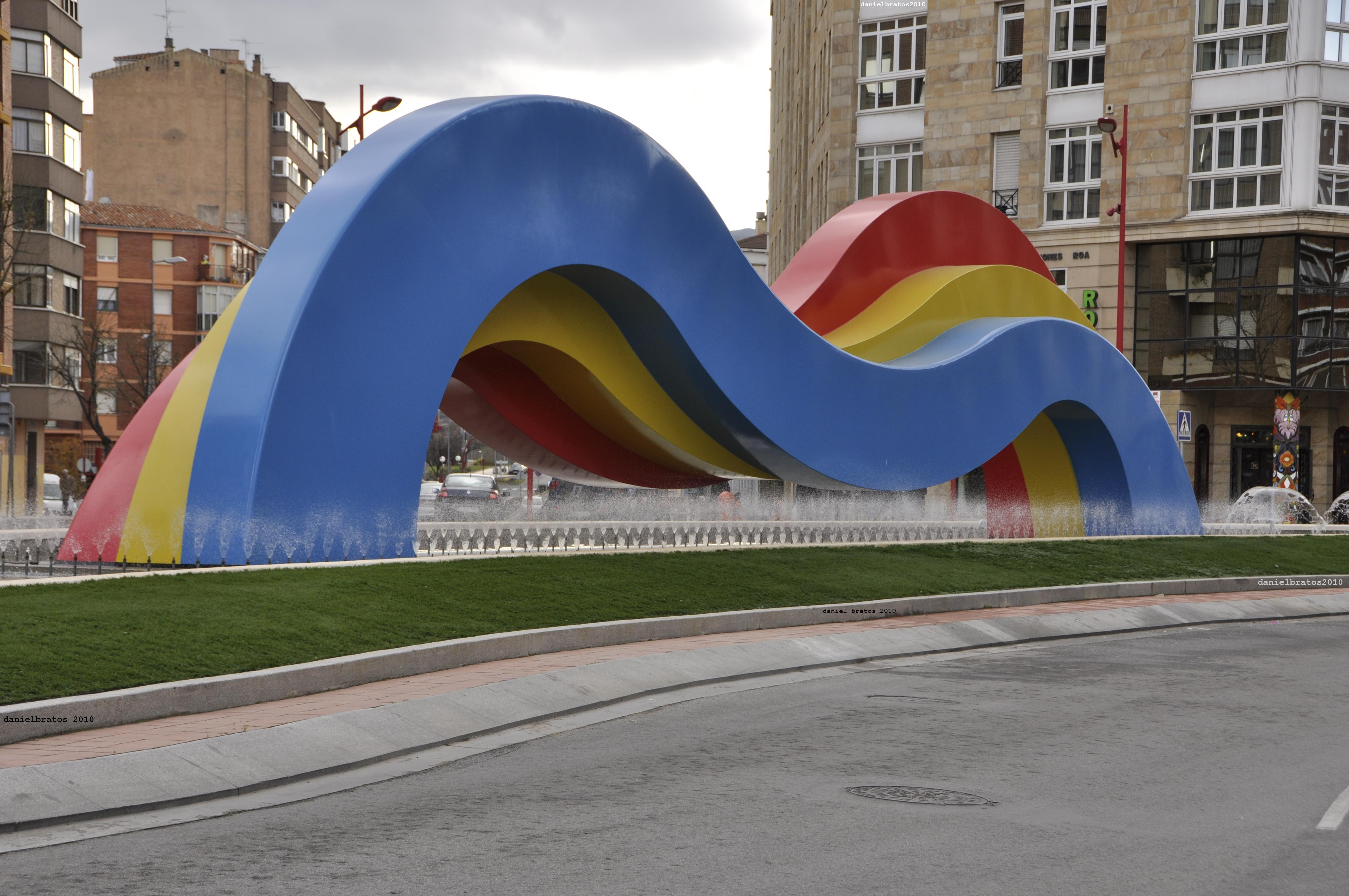
Escultura "Vivir Miranda" en una céntrica rotonda de la ciudad.

La marca "Vivir Miranda" es una imagen corporativa de la ciudad de Miranda de Ebro que engloba el diseño de un logotipo así como una escultura situada en el centro de dicha ciudad. Esta nueva imagen pretende convertirse en el símbolo que represente a la Miranda de Ebro del siglo XXI.
Junto al monumento, hay un monolito explicativo que describe la pieza:

Marca corporativa de Miranda, cuyo diseño está inspirado en el sinuoso discurrir del río que da apellido a nuestra Ciudad.

La elección de los colores de los tres planos superpuestos que configuran la pieza responde a los que aparecen en el escudo heráldico mirandés: el azul de agua y cielo, el amarillo dorado del puente, torre y corona, y el rojo de la pedrería que adorna ésta, presente asimismo en los signos de identificación del Ayuntamiento.
La figura –diseñada por el miembro del Gabinete de Comunicación Municipal José Luis Dufourg Duaso- ha sido supervisada en sus aspectos técnicos por el ingeniero Leopoldo López Abia, fabricada por la empresa ‘Fundciones Boutefeu’ en acero al carbono y pintada según la técnica de línea de flotación de barco por la industria ‘Doherco’, ambas locales.
Con una dimensión total de 20 m de longitud, 4,32 de altura y 2,10 de fondo, alcanzando un peso de 22 t.

El conjunto, desarrollado a lo largo de 2010, ha sido descrito por el Alcalde, Fernando Campo Crespo, como “una reivindicación y una proyección pública ambiciosa del carácter mirandés, de la naturaleza de una Ciudad que ha sabido superar a lo largo de la historia todas sus dificultades”.

Las medidas finales de la escultura son:
- 20 m de longitud
- 4,32 m de altura en la parte máxima
- 2,82 m de altura en la parte mínima
- 22 t de peso